# Gipfeltreffen in New York (1988)

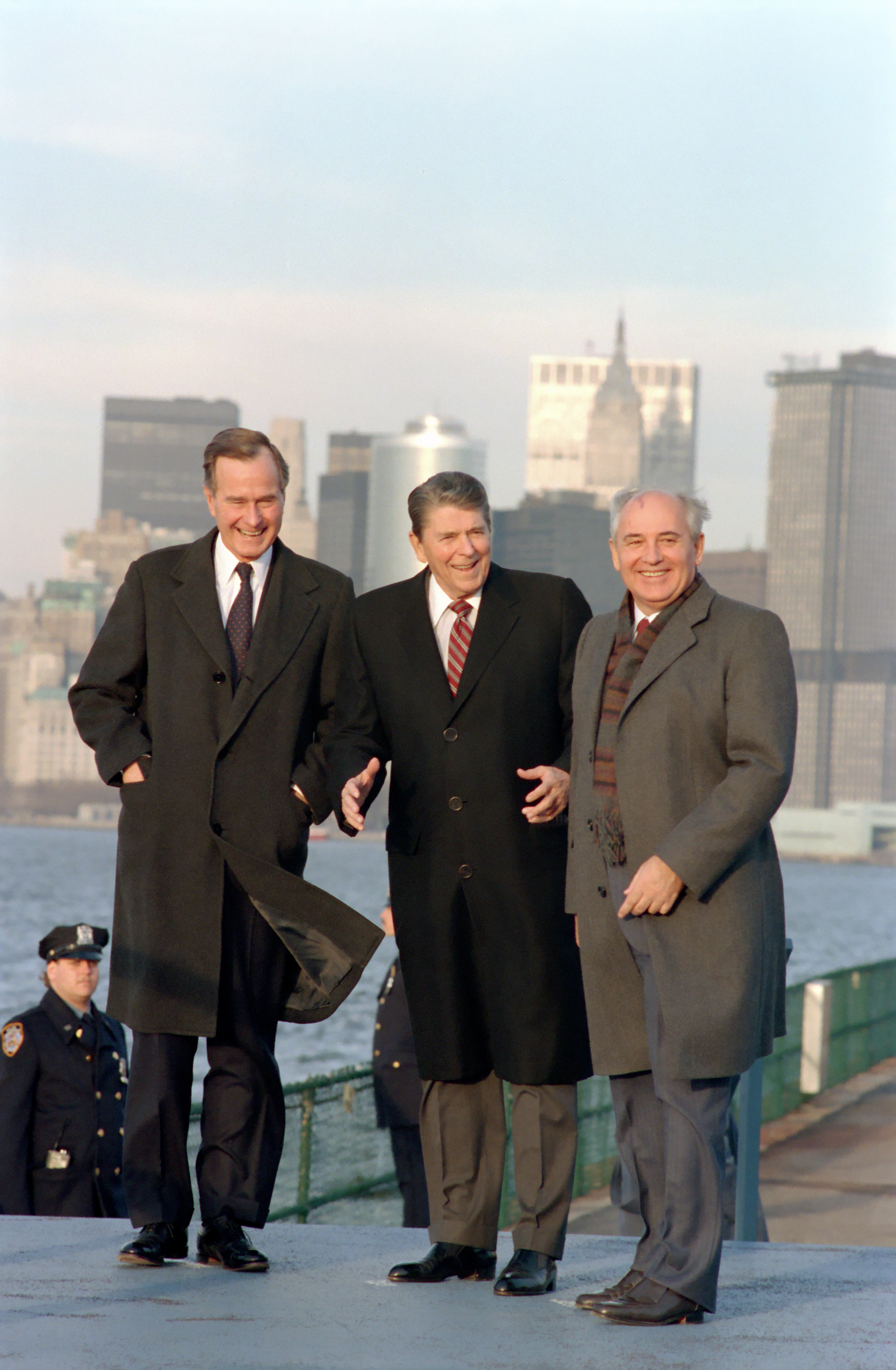
Bush, Reagan und Gorbatschow während des Gipfeltreffens in New York von 1988

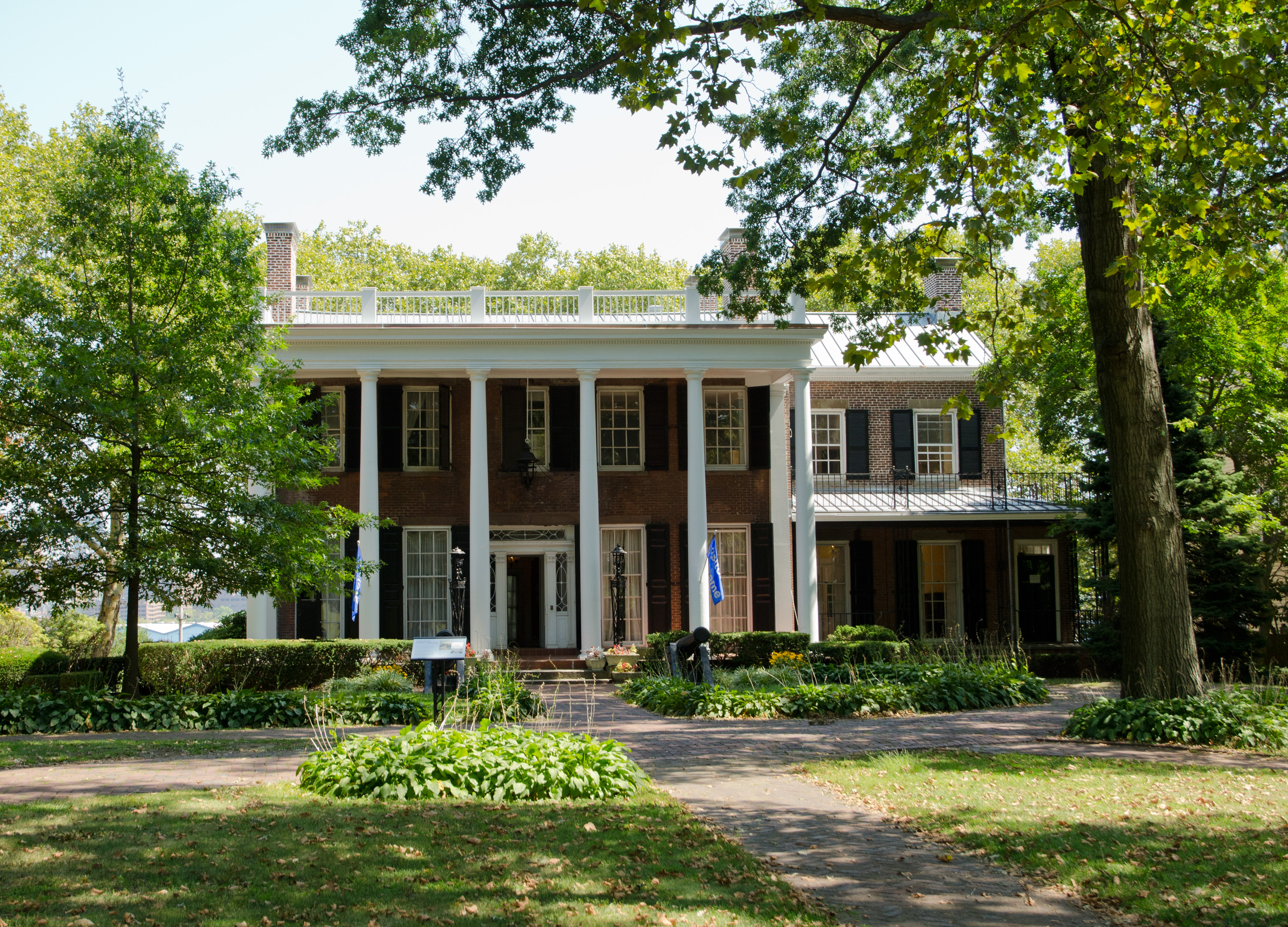
Admiral’s House

Das Gipfeltreffen in New York fand am 7. Dezember 1988 am Rande der UN-Vollversammlung in New York City statt. Es war das fünfte und letzte Gipfeltreffen zwischen dem scheidenden US-Präsidenten Ronald Reagan und dem um 20 Jahre jüngeren Generalsekretär des Zentralkomitees der Kommunistischen Partei der Sowjetunion (KPdSU), Michail Gorbatschow. Am Treffen nahm auch der gewählte Präsident der Vereinigten Staaten George Bush teil.

## Gipfelplanung
Ursprünglich hatte Bush den Kreml-Chef erst nach einem für den Frühsommer geplanten NATO-Gipfel treffen wollen. Doch Moskau, frustriert durch den Stillstand der Rüstungskontrolle während der letzten Reagan-Monate, drängte auf eine frühzeitige Begegnung.

## Gipfelverlauf
In einer Rede vor der UN-Vollversammlung in New York kündigte Gorbatschow einseitige Abrüstungsschritte seines Landes an. Die UdSSR werde in den nächsten zwei Jahren einseitig ihre Truppen um eine halbe Million Mann abbauen.
Unmittelbar nach seiner Rede fuhr Gorbatschow per Fährschiff zu der an der Südspitze von Manhattan gelegenen Insel Governors Island. Reagan und Bush waren unabhängig voneinander per Helikopter auf der Insel eingetroffen. Bei strahlender Dezembersonne und vergleichsweise milder Temperatur begrüßte Reagan den sowjetischen Gast vor dem klassizistischen Säuleneingang des Admiral’s House. Danach trat Bush aus dem Haus und begrüßte Gorbatschow. Anschließend folgte ein gemeinsames Mittagessen.
In Folge des verheerenden Erdbebens von Spitak in der damaligen Armenische Sozialistische Sowjetrepublik verließ Gorbatschow vorzeitig den Gipfel Richtung Heimat.